# Phare de Holland Island Bar

Le phare de Holland Island Bar (en anglais : Holland Island Bar Light) était un phare offshore de type screw-pile lighthouse situé en baie de Chesapeake  dans le comté de Somerset, Maryland. Il a été remplacé par une balise automatisée.

## Historique
Ce phare sur pilotis a été construit en 1889 au sud de Holland Island, dans le Maryland, une petite communauté de pêcheurs. Il était équipé d'une lentille de Fresnel de quatrième ordre. En 1905, le Lighthouse Board envisagea de transformer la station en une paire de feux d'alignement, mais ce plan finit par échouer. Le chalet, a été démoli après avoir été bombardé accidentellement par la Marine en 1957.
La maison a été démantelée en 1960. Il a été remplacé par une balise automatisée montée sur la fondation d'origine.

## Description
Le phare actuel est une tour métallique à claire-voie de 11 m de haut, montée sur la plateforme de l'ancien phare.
Il émet, à une hauteur focale de 11 m, un  bref éclat blanc de 0,3 seconde par période de 2,5 secondes. Sa portée est de 7 milles nautiques (environ 13 km). Il est équipé d'une corne de brume émettant trois souffles toutes les 30 secondes, en continu du 15 septembre au premier juin.

## Caractéristiques dufeu maritime
Fréquence : 2,5 secondes (W)
- Lumière : 0,3 seconde
- Obscurité : 2,2 secondes

Identifiant : ARLHS : USA-986 ; USCG : 2-7545 ; Amirauté : J1978 .

### Lien connexe
- Liste des phares du Maryland